# Nghiêm Xuyên
Nghiêm Xuyên là một xã nằm ở phía Tây Nam huyện Thường Tín, thành phố Hà Nội. Xã có dân số vào khoảng 5.600 người, diện tích tự nhiên 601 hecta. Kinh tế chủ yếu phụ thuộc vào nông nghiệp và tiểu thủ công nghiệp như chăn nuôi, trồng lúa, đan lát,...
Xã được chia làm các đơn vị hành chính nhỏ cấp thôn là: Nghiêm Xá, Cống Xuyên, Liễu Viên.
Đầu thế kỷ 19, các làng của Nghiêm Xuyên hiện nay, là: Nghiêm Xá, Liễu Viên,.. thuộc tổng Triều Đông huyện Thượng Phúc; Cống Xuyên,... thuộc tổng Đông Cứu huyện Thượng Phúc phủ Thường Tín trấn Sơn Nam Thượng. Năm 1831, chúng thuộc huyện Thượng Phúc phủ Thường Tín tỉnh Hà Nội. Thời Pháp thuộc chúng là các xã trong 2 tổng thuộc huyện Thường Tín tỉnh Hà Đông.

## Vị trí
Xã Nghiêm Xuyên nằm cách trung tâm Hà Nội 30 km
- Phía Bắc giáp xã Dũng Tiến
- Phía Nam giáp xã Phượng Dực (huyện Phú Xuyên)
- Phía Đông giáp xã Tô Hiệu
- Phía Tây giáp xã Liên Châu (huyện Thanh Oai)

## Văn hóa
Làng Nghiêm Xá thuộc xã Nghiêm Xuyên được công nhận là làng văn hóa năm 1993 và đình làng được công nhận là di tích lịch sử văn hóa. Đình làng thờ trạng nguyên Nguyễn Hiền cùng 12 vị trạng nguyên khác.